# Едвард Климчак
Едвард Станіслав Климчак (пол. Edward Stanisław Klimczak; 5 квітня 1944, Кельці — 15 квітня 2011, Берлін) — польський філолог, університетський викладач, дисидент і політемігрант часів ПНР. Демократичний соціаліст, неотроцькіст. Організатор європейських кампаній на підтримку руху Солідарність, радник президента Польщі у вигнанні.

## Участь у польському протистоянні
Закінчив Економічний університет у Катовицях, Ягеллонський і Лодзинський університети. Здобув спеціальності менеджера з туризму, викладача російської та англійської філології. У 1967—1973 роках викладав російську літературу та англійську граматику у Лодзинському університеті.
У 1973 році вирушив у робоче відрядження до ФРН. Викладав російську й англійську мови у Саарландському університеті (Саарбрюкен) і в гімназії імені Карла Боша (Людвігсхафен-ам-Рейні). З 1976 року влаштувався у Західному Берліні, викладав російську й англійську у Вільному університеті Берліна.

## Закордонна підтримка «Солідарності»
Едвард Климчак у ранній молодості перебував у ПОРП, але дотримувався лівих поглядів, близьких до неотроцькізму. Був прихильником ідей демократичного соціалізму. У 1980 році приєднався до Солідарності, підтримував ліве крило незалежного профруху та Польську соціалістичну партію праці Едмунда Балуки.
14 грудня 1981 року, на другий день після введення воєнного стану у ПНР, Климчак створив у Західному Берліні Комітет захисту Солідарності (KOS). За підтримки студентських троцькістських груп і польських емігрантів він організував масові акції протесту проти воєнного режиму ПНР. У січні 1982 року Едвард Климчак за участю троцькістів почав видавати «Biuletyn KOS» (з 1983 року — «Pogląd»). Кошти на видання отримали від американського профоб'єднання АФТ-КПП. KOS перетворено на громадську організацію Towarzystwo Solidarność, яка встановила тісний зв'язок з Урядом Польщі у вигнанні, який базувався у Лондоні.
Особливі зусилля докладалися до переконання західнонімецького суспільства у перспективах польського опозиційного руху, доведення його значення для Європи загалом.
Прагматичні німці більше вірили у Кремль і його атомну міць, ніж робітники-страйкарі Польщі.

Едвард Климчак
Климчак став одним з лідерів польської політичної еміграції. З 1983 року — член Ради при президенті Польщі у вигнанні Едварда Рачинського. Організовував контакти членів емігрантського уряду зі західноберлінською громадськістю. Активно співпрацював з французькими троцькістами з соціалістичного профоб'єднання Force Ouvrière, насамперед у захисті Едмунда Балуки.

## Участь у польському протистоянні
Упродовж 1980-х років Едвард Климчак надавав різнобічну допомогу польському опозиційному підпіллю. Співпрацював з рухом Солідарність, що бореться Корнеля Моравецького. Займався насамперед організацією поширення у Польщі нелегальної літератури. Серед зв'язків Климчака у Польщі особливе місце посідала Ядвіга Хмельовська.
Діяльність Едварда Климчака викликала серйозне занепокоєння спецслужб Варшавського договору. Оперативні заходи проти Климчака та його організації здійснювала не лише Служба безпеки ПНР, а й східнонімецька Штазі.
Під час проведення перших альтернативних виборів у червні 1989 року Климчак був організатором голосування у закордонному окрузі Західного Берліна (для польських громадян, які перебували за кордоном). У грудні 1990 року виконував ту саму функцію на виборах президента Польщі. У першому випадку підтримував Громадянський комітет Солідарність, у другому Леха Валенсу.

## Нагороди
Едвард Климчак не повернувся до Польщі на постійне проживання. У середині 1990-х роках викладав польську мову та літературу у Великій Британії, у 2004—2009 роках — у Берліні.
11 грудня 2009 року указом президента Польщі Леха Качинського Едвард Клімчак отримав орденом «За заслуги перед Польщею» (у церемонії нагородження взяв участь видатний діяч «Солідарності» сенатор Ян Рулевський та його дружина Катажина Шотт-Рулевська). Нагороджено також медаллю «Солідарності» «За заслуги у боротьбі за незалежність Польщі та права людини».
Климчак помер у Берліні у віці 67 років. У відгуках соратників він характеризувався як «невгамовний воїн вільної Польщі».